# Jiří Hrubeš
Jiří Hrubeš (* 21. dubna 1958 Praha) je český bubeník.
Nejdříve hrál ve skupině Expanze a poté Horký dech Jany Koubkové (v obou skupinách hrál s kytaristou Michalem Pavlíčkem). Zde byl poznamenán jazzrockem, jehož prvky se v jeho bubenickém umění usídlily nastálo. V roce 1980 přestoupil i s M. Pavlíčkem do legendární novovlné skupiny Pražský výběr, s níž natočil desku Straka v hrsti (v roce 1982). Na začátku roku 1983 byl Pražský výběr zakázán a v roce 1985 Hrubeš emigroval do Anglie. V roce 1986, kdy se PV zase rozjel, přišel do PV bubnovat místo něho Klaudius Kryšpín. Dnes žije Jiří Hrubeš se zpěvačkou Janou Kratochvílovou.

## Diskografie
- Horký dech Jany Koubkové, Supraphon, 1983, obsazení: Jana Koubková – zpěv, Michal Pavlíček – kytary, Jiří Hrubeš – bicí[1]